# Antarcturus spinacoronatus
Antarcturus spinacoronatus är en kräftdjursart som beskrevs av Schultz 1978. Antarcturus spinacoronatus ingår i släktet Antarcturus och familjen Antarcturidae. Inga underarter finns listade i Catalogue of Life.